# Отцевбивство

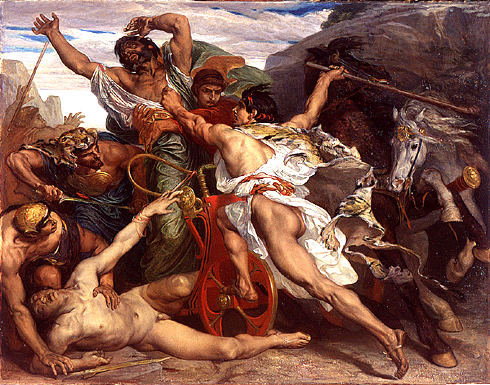
Le Meurtre de Laïus par Oedipe Джозефа Блана зображує міфологічне батьковбивство Лая його сином Едіпом.

Отцевбивство або патрицид — вбивство власного батька. Слово батьковбивство походить від латинського слова pater (батько) і суфікса -cida (різник або вбивця). Отцевбивство є підформою батьковбивства, яке визначається як акт вбивства близького родича. У багатьох культурах і релігіях батьковбивство вважалося одним із найгірших гріхів. Наприклад, за Марком Тулієм Цицероном, у Римській республіці це був єдиний злочин, за який цивільну особу могли засудити до смертної кари.

## Отцевбивство в міфах і релігіях
Отцевбивство є загальним мотивом, який поширений у багатьох релігіях і культурах, і особливо в міфології та релігії грецької культури. Нижче наведено кілька ключових прикладів батьковбивства з різних культур:
- У вавилонському епосі створення «Енюма Еліш» в боротьбі за верховенство серед богівАпсу був убитий своїм сином Еа.
- У міфології сусіднього месопотамського хурритського народу у відповідь за спробу Кумарбі вчинити вбивство бог грози Тешуб вбиває свого батька Кумарбі, іноді разом зі своїм дідом Ану.
- У грецькому епосі про створення, вперше записаному в «Теогонії» Гесіода, Кронос заздрив силі свого батька Урана як правителя всесвіту. Таким чином Кронос убив або кастрував свого батька. Кронос, у свою чергу, був повалений своїм власним сином Зевсом.
- Едіпу судилося вбити свого батька, царя, і одружитися на своїй матері. Його батьки намагалися запобігти цьому, залишивши його немовлям на схилі гори. Дитя знайшов і виростив пастух. Вирісши, під час подорожі Едіп зустрічає свого батька, але не знаючи, хто він, в кінцевому підсумку вбиває його. Потім, щоб стати царем, він неусвідомлено одружується на своїй матері, зрештою виконуючи пророцтво.
- Пелій був убитий своїми дочками, яких Медея обдурила, переконавши, що він може воскреснути.
- В індуїстському епосі «Махабхарата» Бабрувахана вбив свого батька Арджуна, але Арджуна повернула до життя його дружина, богиня-змія Улупі.
- За китайськими віруваннями, люди, які вчинили отцевбивство (або матрицид), будуть убиті блискавкою як покарання від синівського та войовничого божества Ерланг Шен.
- У скандинавській міфології, щоб отримати проклятий золотий перстень Андварі, Фафнір убив свого батька Грейдмара,. Деякі версії говорять, що йому допомагав брат Реґін.
- У легенді Західної Яви, Індонезія, Тангкубан Пераху, Сангкуріанг, каже, що вбив свого батька, який був собакою, тому що він не отримав жодної здобичі.

## Відомі або підозрювані історичні вбивства батьків
- Ассирійський царТукульті-Нінурта I (бл. 1243-1207 до н.е.) був убитий власним сином після розграбування Вавилону.
- Ассирійський цар Сін-аххе-еріба (бл. 704-681 рр. до н.е.) був убитий двома своїми синами за осквернення Вавилону.
- Цар Магадхи Бімбісара (бл. 543-491 рр. до н.е.) був страчений своїм сином Аджаташатру.
- Цар Кассапа I (473-495 рр.), творець цитаделі Сігірія на Шрі-Ланці, у боротьбі за трон вбив свого батька царя Датусену.
- Король Хлодеріх Отцеубийця (пом. 509 р.) вбив свого батька Сігіберта Кульгавого, франкського короля, за трон. Пізніше він сам був убитий Кловісом.
- Китайський імператор Чжу Юґуй (888?-913) вбив свого батька Чжу Веня (852-912).
- Імператор Ян Гуан (569-618) в китайській історії нібито вбив свого батька, імператора Ян Цзяня (541-604).
- Нінлін Ге (1032-1048), наслідний принц Західної Ся, вбив свого батька, імператора Західної Ся Лі Юаньхао, тому що він спокусив його дружину.
- Улугбека (1394-1449) з імперії Тимуридів вбив його син Абд аль-Латіф Мірза, який через кілька днів убив свого рідного брата Абд аль-Азіза. Таким чином, він став правителем імперії, але через півроку був убитий своїм двоюрідним братом Абдуллахом Мірзою.
- Самвел убив свого батька Вахана, який прийняв християнство. Після цього Самвел приєднався до зороастрійської Перської імперії.
- Рана Кумбха (бл. 1438-1468), король князівства Мевар в Індії, був убитий своїм сином Удаєм, який успадкував його, ставши Рана Удай Сінгхом I Меварським. Удай був убитий через п'ять років своїм молодшим братом Раймалом, який хотів помститися за смерть батька.
- Джаґаддева (бл. 1150 р.), чагаманський король Індії, вбив свого батька Арнораджу.
- Італійська аристократка Беатріче Ченчі (1577-1599) вбила свого батька після того, як він її ув'язнив і зґвалтував. За цей злочин 1599 року вона була засуджена і обезголовлена разом зі своїм братом і мачухою.
- Четвертий султан Матараму Амангкурат I,  (р. 1645-1677), був, як стверджується, отруєний своїм сином Раденом Мас Рахматом.
- Один з великих імператорів-воїнів Ефіопії Іясу I Великий (1682-1706) 1706 року був скинутий своїм сином Текле Гайманотом, згодом - убитий.
- Аджит Сінґх з Марвара (1679-1724) був убитий своїми синами Бахтом Сінґхом і Абхаєм Сінґхом у 1724 році після того, як вони змовилися зайняти його місце махараджі Марвара.
- 1843 року англійський художник Річард Дедд (1817-1886) убив свого батька у після початку психічної хвороби.
- Фермер і політик з округу Грант, штат Вісконсин, Мілас К. Янг (1812-1875) був убитий своїм старшим сином у суперечці за родинний маєток. Його син і дружина згодом покінчили життя самогубством.
- 1892 року Ліззі Борден (1860-1927) нібито вбила свого батька і мачуху сокирою у Фолл-Рівер, штат Массачусетс. Вона була виправдана, але її невинність досі оскаржується.
- 5 жовтня 1968 року в Японії Чіо Айзава вбила свого батька, який ґвалтував її протягом п'ятнадцяти років. Цей інцидент змінив Кримінальний кодекс Японії щодо батьковбивства.
- Кіп Кінкель (1982 р.н.), хлопець з Орегону, засуджений за вбивство своїх батьків вдома і двох однокласників у школі 20 травня 1998 року.
- Сара Марі Джонсон (1987 р.н.), дівчина з Айдахо, засуджена за вбивство обох батьків вранці 2 вересня 2003 року.
- Під час королівського обіду 1 червня 2001 року Діпендра з Непалу (1971-2001) вбив більшу частину своєї сім'ї, в тому числі свого батька короля Бірендру, матір, брата і сестру.
- Марі Робардс (1977 р.н.) зізналася в отруєнні свого батька в 1993 році.
- Крістофер Порко (1983 р.н.) був засуджений 10 серпня 2006 року за вбивство батька і замах на вбивство матері сокирою.
- Під час другого судового процесу, що набув широкого розголосу в липні 1996 року, брати Менендес були засуджені за вбивство своїх батьків з рушниці в 1989 році.
- Карагеоргій (1768-1817), лідер сербського повстання проти Османської імперії, а згодом лідер незалежної Сербії, вбив свого батька Петра близько 1786 року, коли сім'я тікала з Сербії до Австро-Угорської імперії, після того, як Петро погрожував повернутися до Сербії і видати сім'ю туркам.
- Уранці 3 липня 2015 року колишній гравець австралійського регбі, а потім старший тренер команди «Аделаїда Кроуз» Філ Волш був убитий рано своїм 26-річним сином Саєм.
- Альваро Кастілло застрелив свого батька Рафаеля Кастілло перед тим, як 30 серпня 2006 року вчинив стрілянину в середній школі Оріндж в Північній Кароліні.
- 2001 року Дерек Кінг (13 років) і Алекс Кінг (12 років) вбили свого батька Террі Кінга у Флориді.
- 26 квітня 1984 року Сезар Коррейя (1960 р.н.), генеральний директор компанії InfoLink Technologies, Ltd., вбив свого батька Джаокіма Коррейю і викинув тіло в річку Ассінібойн[3]. Пізніше він зізнався у злочині[4].

## Сучасна статистика
У Сполучених Штатах між 1980 і 2010 роками батьки частіше, ніж матері, були вбиті своїми дітьми. Винуватцями батьківських вбивств найчастіше були сини-підлітки (від 16 до 19 років).
 